# Acqui Terme
Acqui Terme (italská výslovnost [ˈakkwi ˈtɛrme]) je město a comune v provincii Alessandria v Piemontu v severní Itálii. Nachází se asi 35 km jihojihozápadně od Alessandrie. Je jednou z hlavních vinařských obcí z italské vinařské provincie Brachetto d'Acqui.
Horké sirné prameny byly slavné už v dobách, kdy zde bylo římské město Aquae Statiellae; starověké lázně zmiňují Paulus Diaconus a kronikář Liutprand z Cremony. V roce 1870 architekt Giovanni Ceruti navrhl malý pavilon, známý jako La Bollente, na místě v centru města, kde voda vyvěrá s teplotou 75 °C (167 °F).
V římském období bylo město spojeno silnicí s Alba Pompeia a Augusta Taurinorum (Turín). Místní ligurský kmen Statielliů se brzy připojil k Římanům, ale byl napaden v roce 173 př. n. l. a někteří jeho členové byli odsunuti na sever od Pádu. V sousedství města v blízkosti řeky Bormida jsou pozůstatky antického akvaduktu, který město zásoboval vodou.
V 6. století se město Acqui Terme stalo součástí Langobardského království. Biskupství je zde od roku 978 a nezávislou obcí se město stalo v roce 1135. V roce 1278 bylo připojeno k Markrabství montferratskému, ke kterému patřilo až do nabytí Vévodstvím savojským.
Železniční trať do Janova byla otevřena v roce 1892.

## Hlavní památky
- Katedrála Panny Marie Nanebevzaté (Santa Maria Assunta): Románská stavba na půdorysu latinského kříže, postavená koncem 10. století a vysvěcená v r. 1067 biskupem Guidem. Portál navrhl Antonio Pilacorte, na průčelí je dále rozeta z konce 15. stol. a sloupoví ze 17. století. Zvonice je gotická z roku 1479. V interiéru je mimo jiné triptych španělského malíře Bartolomého Bermeja a barokní oltář svatého Guida.
- Původem byzantský hrad, zmíněný poprvé v roce 1056. Byl přestavěn v 15. století markýzem Vilémem VII. z Montferratu.
- Kostel Panny Marie Bolestné (Addolorata) také nazývaný sv. Petr (San Pietro) se datuje do 7. století. To byl téměř úplně přestavěn v 10.-11. století v románském stylu a připojen k benediktinskému opatství. Znovu byl přestavěn v 18. století a novorománský vzhled získal ve 30. letech 20. století.
- Kostel sv. Františka (San Francesco): přestavěn v 19. století, stojí u konventu bývalého františkánského kláštera z 15. století.
- Kostel Madonnalta
- Opatství Sant'Antonio
- Kostel Panny Marie Sněžné (Madonna della Nieve)